# Jardin Hector Malot
Der Jardin Hector Malot ist eine Grünanlage im 12. Arrondissement von Paris.

## Lage und Zugang
Die Grünanlage ist eine der vier Anlagen, die durch den Parkwanderweg Coulée verte René-Dumont verbunden sind. Zugänge gibt es über eine Terrasse von der Avenue Daumesnil und einen Aufgang in der Rue Hector Malot.

## Namensursprung
Der Garten erhielt den Namen des Schriftstellers Hector Malot (1830–1907), der in dem Arrondissement lebte.

## Geschichte
Der Garten wurde 1995 auf einer Fläche von 2400 m² eröffnet. Er ist nach einem Entwurf des Paysagisten Andreas Christo-Foroux zusammen mit Paribiotop entstanden.

### Zusätzliche Artikel
- 12. Arrondissement
- Liste von Parkanlagen in Paris
- Coulée verte René-Dumont

## Anmerkung
1. ↑  Es handelt sich um die weiteren Anlagen: Jardin de Reuilly – Paul Pernin, Jardin de la Gare de Reuilly - Julien Lauprêtre und Square Charles Péguy.